# 小禄朝奇
小禄 朝奇（おろく ちょうき、1676年11月9日（康煕15年10月4日） - 1721年5月3日（康煕60年4月8日））は、琉球王国の王族。第二尚氏王統・第11代尚貞王の三男で、具志頭御殿の元祖。正式には小禄王子朝奇。
唐名は尚綱、童名は思樽金。母は真壁按司加那志（号・慈恩）。1705年から1712年まで、尚貞王、尚敬王の摂政を務めた。朝奇の次男・朝孝は大宜見御殿の養子となり、三男・真壁按司朝盈は尚貞王継妃・真壁按司加那志の養子となり、真壁御殿を興した。1721年死去、1738年に末吉の墓（現在の宜野湾御殿の墓）に移葬された。